# Plectus antarcticus
Plectus antarcticus is een rondwormensoort uit de familie van de Plectidae. De wetenschappelijke naam van de soort is voor het eerst geldig gepubliceerd in 1904 door de Man.